# Jan Tománek (tanečník)
Jan Tománek (* 24. září 1971 Ústí nad Labem) je český tanečník a choreograf, který v těchto oborech také působí jako trenér a porotce.

## Život
Jan Tománek se narodil roku 1971 v Ústí nad Labem. Po absolvování střední průmyslové školy vystudoval trenérské studium 1. třídy na Fakultě tělesné kultury UP v Olomouci. Po vojně sedm let vedl taneční klub v Mostě. V letech 1998–2000 se jako tanečník stal se svou partnerkou a budoucí manželkou Kamilou Tománkovou vicemistrem ČR v kombinaci v kategorii dospělí. V roce 2000 získal jako trenér a choreograf titul vicemistra Evropy v latinských formacích. V roce 2006 dostal nabídku účastnit se 1. řady taneční show StarDance jako profesionální partner moderátorky Jolany Voldánové. O rok později účinkoval jako lektor v pořadu Bailando vysílaném televizí Nova. Své mnohaleté taneční zkušenosti využívá ve funkci šéftrenéra v tanečním klubu DSP Kometa Brno. V letech 2019 a 2021 byl porotcem 10. a 11. řady taneční soutěže StarDance společně s Richardem Genzerem, Tatianou Drexler a Zdeňkem Chlopčíkem. V roce 2023, ve 12. řadě StarDance tančil s herečkou Ivanou Chýlkovou. Na podzim roku 2024 opět zasedl do poroty StarDance, kde nahradil Zdeňka Chlopčíka.